# بروكوبيوس القيسراني
بروكوبيوس القيسراني (500 - 560 للميلاد) كان عالماً بارزاً من الزمن القديم من فلسطين الأولى. وقد أصبح المؤرخ الأول للقرن السادس للميلاد بمرافقته لقائد الجيش الروماني بيليساريوس في حروب الإمبراطور جستنيان، واضعاً كتبه «حروب جستنيان»، و «بنايات جستنيان» و«التاريخ السري» المحتفى به. ويعتبر بشكل شائع آخر المؤرخين الرئيسيين للعالم الغربي القديم.
أبرز أعماله:
تاريخ الحروب:
يعد عمله الأكثر شهرة وأهمية. يصف فيه الحروب التي خاضتها الإمبراطورية البيزنطية تحت حكم الإمبراطور جستنيان الأول، مثل الحروب ضد الفاندال في شمال أفريقيا، والقوط في إيطاليا، والغزوات الفارسية.
تاريخ بناء الكنائس:
تناول فيه المشاريع المعمارية التي قام بها الإمبراطور جستنيان، بما في ذلك بناء كنيسة آيا صوفيا في القسطنطينية.
السرّ الحربي:
وهو عمل يُعتَبر بمثابة مذكرات شخصية لِبروكوبيوس، حيث يروي فيه أحداثًا سياسية واجتماعية بصورة أكثر نقدية وسخرية مقارنة بأعماله الأخرى. يتناول فيه حياة جستنيان وزوجته ثيودورا، ويسلط الضوء على بعض الجوانب المظلمة والسلبيات في حكمهما، مثل الفساد والمكائد السياسية.
أهمية بروكوبيوس:
يُعتبر بروكوبيوس المصدر الأساسي لفهم الحروب والسياسة في الإمبراطورية البيزنطية في فترة القرن السادس الميلادي.
أعماله تُعتبر من المصادر الأولى التي نعرف من خلالها الكثير عن الإمبراطور جستنيان، إصلاحات ثيودورا، وكذلك الوضع الاجتماعي والاقتصادي في الإمبراطورية البيزنطية.

## روابط خارجية
- بروكوبيوس القيسراني على موقع الموسوعة البريطانية (الإنجليزية)